# Alpheus Todd
Pour les articles homonymes, voir Todd.
Alpheus Todd (Londres, 1821-Ottawa, 1884) est un bibliothécaire et un historien du droit constitutionnel et parlementaire canadien anglais. Il est le premier à occuper le poste de bibliothécaire parlementaire du Canada.

## Biographie
Alpheus Todd naît à Londres le 30 juillet 1821. Il est le fils de l'écrivain Henry Cooke Todd. En 1833, ses parents s'établissent à York (aujourd'hui Toronto), dans le Haut-Canada (aujourd'hui la province de l'Ontario) alors une colonie britannique. Il épouse Sarah Anne St John en 1845 et ils auront ensemble quatre fils et une fille. En reconnaissance de ses travaux sur le droit constitutionnel et parlementaire britanniques, il reçoit le titre de compagnon de l'ordre de Saint-Michel et Saint-Georges ainsi qu'un doctorat en droit du Queen's College de Kingston (Ontario). Il est aussi un membre fondateur de la Société royale du Canada, créée en 1882. En marge de ses travaux constitutionnels et bibliothéconomiques, il s'intéresse aussi beaucoup aux questions théologiques. Il est même ministre du culte pour l'Église catholique apostolique et est chargé de deux groupes de fidèles ; l'un à Ottawa et l'autre aux États-Unis. Alpheus Todd s'éteint, en fonction, le 22 janvier 1884 à Ottawa, à l'âge de 62 ans.

### Carrière bibliothéconomique
C'est en 1835, à l'âge de 14 ans, qu'Alpheus Todd se fait remarquer par Robert Baldwin Sullivan, un  avocat. À la suite de cette rencontre, il obtient un poste à la bibliothèque de l'Assemblée législative du Haut-Canada. Déjà l'année suivante, il est promu au poste de bibliothécaire adjoint poste dans lequel il sera confirmé en 1841 à la suite de l'union du Haut et du Bas-Canada.
Le 25 avril 1849, alors que Montréal est la capitale du Canada-Uni, des émeutiers anglais incendient l'édifice du marché Sainte-Anne qui sert d'assemblée législative aux députés de la jeune colonie. Le feu détruit presque complètement la bibliothèque. Seuls 200 des 14 000 volumes sont sauvés. En octobre 1851, le Parlement colonial charge donc un petit groupe, dont Alpheus Todd fait partie, d'aller acheter des livres en Europe afin de regarnir la bibliothèque de la législature. Quelques années plus tard, en 1854, un autre incendie détruit une partie de la collection de la bibliothèque et Todd est à nouveau chargé d'aller faire l'acquisition d'ouvrages sur le Vieux Continent.
En 1856, Todd est nommé bibliothécaire de l'Assemblée (le poste le plus élevé au sein de l'organisme). Au cours de son mandat, il supervise plusieurs déménagements, alors que la capitale alterne entre Québec et Toronto.
En 1857, la reine Victoria nomme Ottawa comme capitale permanente de la province du Canada. On amorce la construction de nouveaux édifices parlementaires dès 1859. À la suggestion de Todd, les plans prévoient un édifice distinct pour la future bibliothèque de l'Assemblée. La nouvelle bibliothèque aura une forme octogonale et sera séparée de l'édifice principal par un long corridor et des portes de fer pour la protéger des incendies. Todd fournira aussi aux architectes toute une liste de spécifications techniques pour le nouvel édifice, notamment en ce qui a trait au rayonnage. En 1865, la législature amorce son déménagement définitif à Ottawa. La bibliothèque compte alors 55 000 volumes, pour la plupart sélectionnés par Todd lui-même.
Après l'entrée en vigueur de l'Acte de l'Amérique du Nord britannique, le 1er juillet 1867, Todd est nommé à la tête de la Bibliothèque du Parlement, poste qu'il occupera jusqu'à sa mort.

### Spécialiste du droit parlementaire britannique
Dès le début de sa carrière à la bibliothèque de l'Assemblée du Haut-Canada, Todd démontre un grand intérêt pour la procédure parlementaire britannique. En 1840, il publie son premier ouvrage procédural intitulé The practice and privileges of the two houses of Parliament : with an appendix of forms. Son ouvrage, jusqu'alors inédit, fut adopté l'année suivante comme traité de procédure officiel de l'Assemblée législative de la province du Canada.
Durant son mandat à la bibliothèque de l'Assemblée, Todd produit régulièrement des documents de recherche sur les traditions parlementaires en appui aux exposés des députés. Son document le plus important et qui servira de modèle aux recherches futures fut écrit en 1854 pour le président de la Chambre de l'époque, John Sandfield Macdonald, défendant son opposition à la dissolution du Parlement par le gouverneur général lord Elgin.
En 1866, Todd écrit Quelques considérations sur la formation des gouvernements locaux du Haut et du Bas-Canada dans l'Union fédérale des provinces de l'Amérique britannique du Nord. Il est souvent cité comme ayant servi de base aux constitutions de l'Ontario et du Québec lors de la confédération canadienne.
L'ouvrage qui vaudra à Alpheus Todd d'être reconnu comme sommité sur le droit parlementaire paraît entre 1867 et 1869. Il est publié en 2 volumes et s'intitule On parliamentary government in England : its origin, development, and practical operation. Acclamé au Royaume-Uni et dans l'Empire comme ouvrage le plus complet et le plus utile sur la Constitution britannique, la prérogative royale et le privilège parlementaire, ce traité sera même traduit en français, en allemand, en espagnol et en italien. Sa réputation en tant que constitutionnaliste est telle qu'en 1873, Todd sera conseiller spécial du gouverneur Dufferin à la suite du scandale du chemin de fer Canadien Pacifique qui causa la chute du premier gouvernement de Sir John A. MacDonald.
En 1880, Todd publie un autre ouvrage de procédure ayant pour titre Parliamentary government in the British Colonies qui traite de l'application du système Westminster et du gouvernement responsable dans les colonies britanniques. Bien que s'attardant surtout à l'Amérique du Nord, Todd décrit aussi dans cet ouvrage l'Australie et l'Afrique du Sud. Cet ouvrage sera particulièrement reconnu comme manuel dans les universités de l'époque.
Du vivant de Todd, la seule autre autorité en matière de procédure parlementaire dans tout l'Empire britannique fut Sir Thomas Erskine May avec son A treatise upon the law, privileges, proceedings and usage of Parliament (connu aujourd'hui simplement sous le titre de Parliamentary Practice ou même Erskine May). Au Canada, les travaux de Todd ont été éclipsés après sa mort par ceux de sir John George Bourinot et son Rules of order, dès 1884, puis plus tard en 1922 par le Parliamentary use and forms d'Arthur Beauchesne.

## Ouvrages
- Brief suggestions in regard to the formation of local governments for Upper and Lower Canada, in connection with a federal union of the British North American provinces / by Alpheus Todd. Ottawa : G.E. Desbarats, 1866. 15 p.
- Le gouvernement parlementaire en Angleterre / Alphéus Todd ; trad. sur l'éd. anglaise de Spencer Walpole ; avec une préf. de Casimir-Périer. Paris : Giard & Brière, 1900. 2 v.
- On parliamentary government in England : its origin, development, and practical operation / by Alpheus Todd. London : Longmans, Green and co., 1867-69. 2 v.
- On the position of a constitutional governor under responsible government / by Alpheus Todd. Ottawa : [s.n.], 1878. 33 p.
- Parliamentary government in the British colonies / by Alpheus Todd. Boston : Little, Brown, and company, 1880. xii, 607 p.
- The practice and privileges of the two houses of Parliament : with an appendix of forms / by Alpheus Todd. Toronto : Rogers & Thompson, 1840. 337, xliv p.
- Quelques considérations sur la formation des gouvernements locaux du Haut et du Bas-Canada dans l'Union fédérale des provinces de l'Amérique britannique du Nord / par Alpheus Todd. Ottawa : Hunter, Rose et Lemieux, 1866. 15 p.